# Antonio Casadei

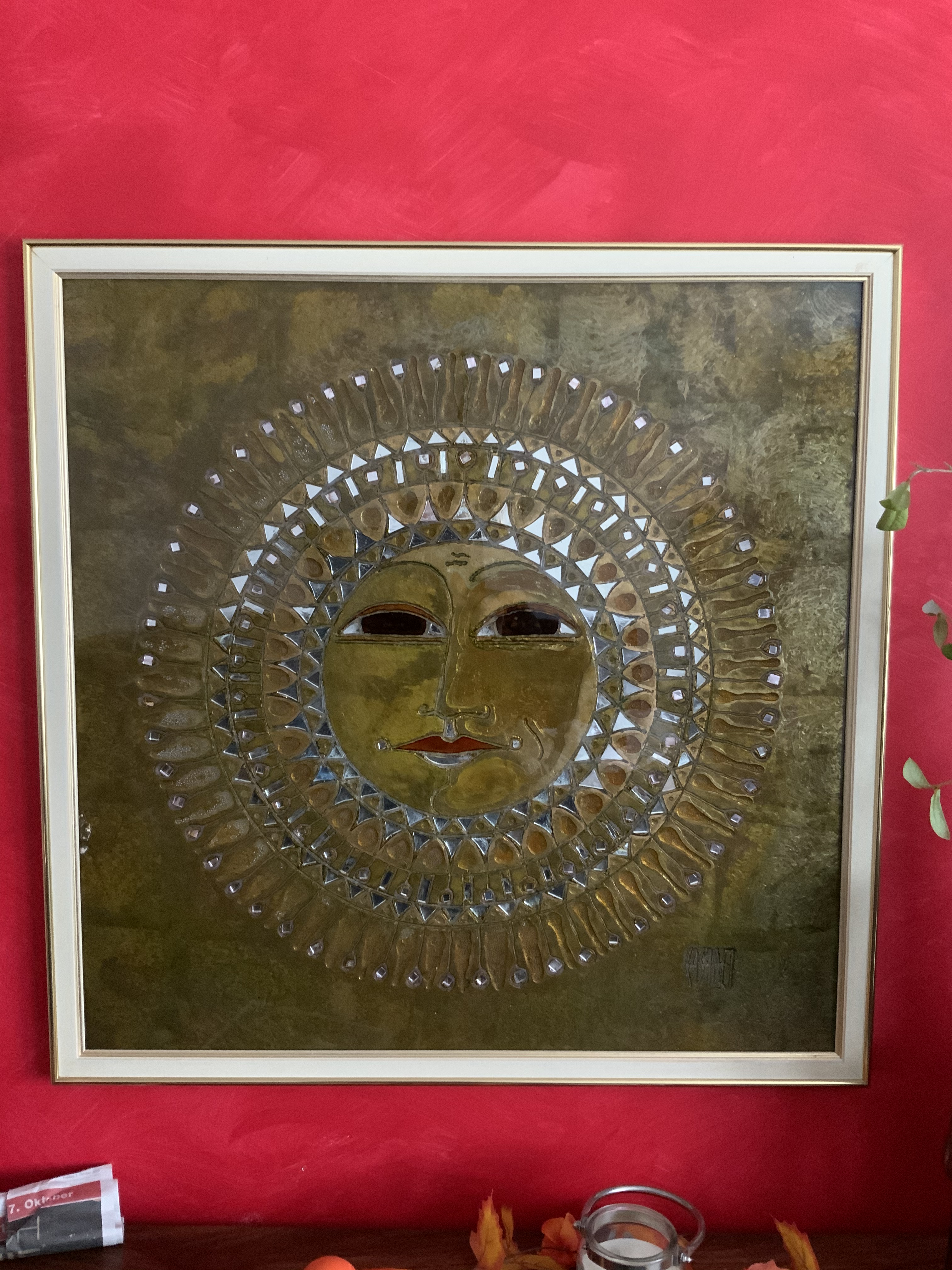

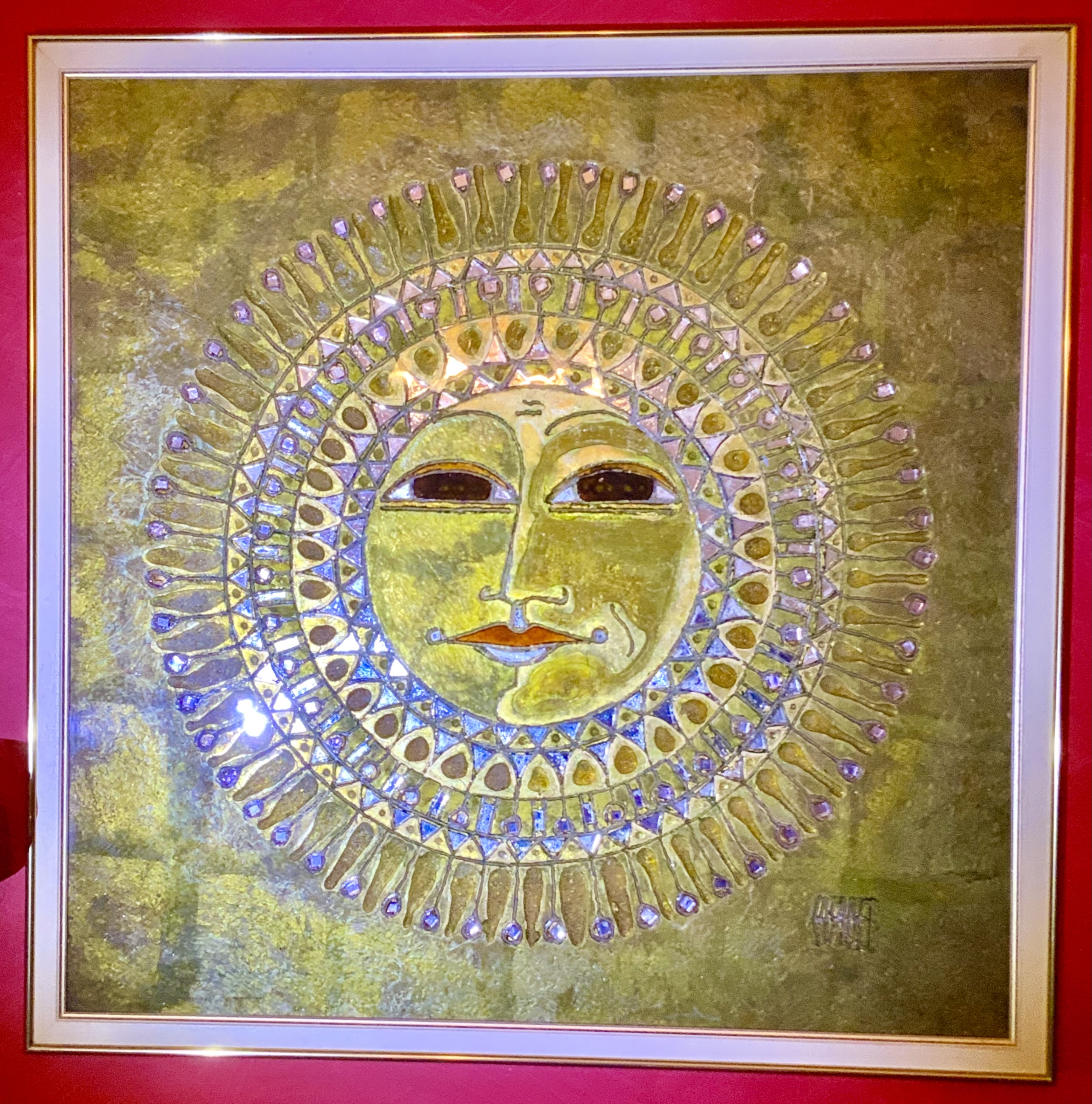
Werk von A. Casadei 2003

Antonio Casadei (* 1923 in Forlì) ist ein italienischer Künstler. Heute lebt er in Spanien an der Costa Blanca.

## Leben und Karriere
Casadei ist Sohn des italienischen Malers Maceo Casadei. Er begann im Jahre 1948 ein Keramik-Studium und war Professor an der Accademia di Belle Arti in Florenz. Dort bekam er auch Ausstellungsräume zur Verfügung gestellt. 
Seine erste Präsentation war im Jahre 1962 in Hongkong, dort durfte er das Mandarin-Hotel innen und außen gestalten. Vor dem Hotel steht sein „Pegasus“, eine über sechs Meter hohe Edelstahl-Skulptur. Im Jahre 1968 wurde Casadei von der italienischen Regierung als Anerkennung für seine Kunstwerke und öffentliche Plätze geehrt.

## Ausstellungen
- Deutschland: Frankfurt
- Italien: Rom, Mailand, Ravenna, Forli, Faenza
- Philippinen: Manila, Hongkong und den USA
- Spanien: Jávea, Denia, Moraira